# アンジェラ・リンドヴァル
アンジェラ・リンドヴァル（Angela Lindvall, 1979年1月14日 - ）は、アメリカ合衆国・オクラホマ州出身のスーパーモデル・女優。
大手女性用下着メーカーヴィクトリアズ・シークレットのモデルを務め、VOGUE誌、ELLE誌、ハーパース・バザー誌、マリ・クレール誌などのファッション誌の表紙を飾る。
さらに、フェンディ、カルバン・クライン、クリスチャン・ディオール、シャネル、ジル・サンダーなどのトップメゾンの広告に数多く起用されている。また環境活動家であり、ベジタリアンとしても有名である。プロのダイバーと結婚後、二男をもうけている。

## 映画出演作品
- CQ (2001)
- キスキス,バンバン Kiss Kiss Bang Bang (2005)
- スモール・アパートメント ワケアリ物件の隣人たち (2012)